# Elka de Levie
 Elka de Levie (21 de noviembre de 1905 — 12 de diciembre de 1979) fue una gimnasta neerlandesa judía. A la edad de veintidós años ganó una medalla de oro como miembro del equipo femenino neerlandés de gimnasia artística con un resultado de 316.75, en los Juegos Olímpicos de Ámsterdam 1928 celebrados en su ciudad natal.
De Levie fue la única miembro judía de su equipo que sobrevivió a la persecución nazi y al holocausto. A diferencia de su entrenador Gerrit Kleerekoper y de otras gimnastas compañeras de selección, como Anna Dresden-Polak, Jud Simons y Helena Nordheim, quienes murieron en el campo de exterminio de Sobibor, y Estella Agsteribbe, que fue enviada y ejecutada en el campo de concentración de Auschwitz-Birkenau, de Levie sobrevivió a la Segunda Guerra Mundial y a la persecución de atletas neerlandeses judíos entre 1942 y 1944.
Murió el 12 de diciembre de 1979 a la edad de 74 años.